# Lloyd C. Griscom

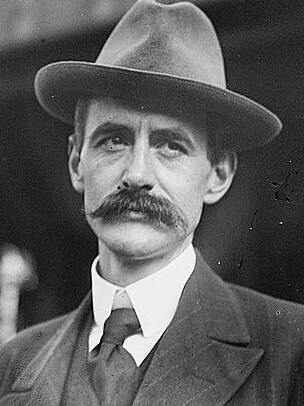
Lloyd C. Griscom

Lloyd Carpenter Griscom (* 4. November 1872 in Riverton; † 8. Februar 1959 in Thomasville) war ein US-amerikanischer Anwalt, Diplomat und Herausgeber.

## Leben
Griscom, dem Sohn von Clement Acton Griscom und seiner Frau Frances Canby Biddle, wurde von seiner wohlhabenden Familie der Besuch mehrerer Privatschulen in Europa und ein Philosophiestudium an der University of Pennsylvania ermöglicht. Nachdem er 1891 seinen Bachelor of Philosophy erhalten hatte, begann er ein Jurastudium musste es jedoch aus gesundheitlichen Gründen 1893 unterbrechen. Nach einem Jahr als Sekretär des amerikanischen Botschafters im Vereinigten Königreich Thomas F. Bayard, setzte er 1894 sein Jurastudium an der New York Law School fort. 1895 unternahm er mit dem Autor Richard Harding Davis eine dreimonatige Reise durch Südamerika 1895, worauf er 1896 sein Staatsexamen bestand. Er übernahm 1897 den Posten des Deputy Assistant District Attorney in New York, musste sich aber erneut aus gesundheitlichen Gründen zurückziehen. Während des Spanisch-Amerikanischen Krieges diente er zunächst als captain im United States Army Quartermaster Corps, später als aide-de-camp des Major Generals James F. Wade.
Griscom nutzte im Sommer 1899 den Einfluss seiner Familie, um als Sekretär in der Botschaft der Vereinigten Staaten im damaligen Osmanischen Reich in den Foreign Service einzuziehen. Als chargé d’affaires übernahm er im Dezember desselben Jahres die Leitung der Botschaft. Im Juni 1901 ernannte ihn der Präsident William McKinley als Nachfolger Herbert W. Bowens zum Botschafter in Persien. Daraufhin verlieh ihm McKinleys Nachfolger Theodore Roosevelt als Nachfolger Alfred Eliab Bucks das Amt des Botschafters im Japanischen Kaiserreich. Seine Rolle bei den Friedensverhandlungen zum Russisch-Japanischen Krieg beeindruckte Roosevelt, der ihn 1906 als Nachfolger David E. Thompson zum Botschafter in Brasilien ernannte. Zuletzt war Griscom als Nachfolger Henry Whites von 1907 bis 1909 Botschafter im Königreich Italien. Darauf zog er sich aus dem diplomatischen Dienst zurück.
In New York praktizierte er erneut als Anwalt und involvierte sich kurzzeitig als Republikaner in die Politik. Er versuchte, zur Lösung des Parteischismas zwischen Roosevelts Nachfolger William Howard Taft und den Bull-Moose-Republikanern unter Roosevelt beizutragen. Auf den Eintritt der Vereinigten Staaten in den Ersten Weltkrieg 1917 folgend diente er zunächst als major, später als Lieutenant Colonel. 1918 war er die Kontaktperson des Generals John J. Pershing mit dem britischen Generalstab. Nach dem Krieg erhielt er mehrere Ehrungen. So wurde er zum Knight Commander des Order of St Michael and St George gekürt. Er übernahm die Leitung des Verlags Huntover Press und der Zeitung Tallahassee Democrat, war am Drehbuch des Filmes Herzbub beteiligt und verfasste 1940 unter dem Titel Diplomatically Speaking seine Memoiren. Er verstarb 1959.